# سانجو (نييغاتا)
مدينة سانجو  هي إحدى المدن التابعة لمحافظة نييغاتا. تأسست رسميًا في 01/05/2005. ويقدر عدد سكانها بـ 103199 نسمة حسب تقدير مكتب الإحصاء الياباني لعام 2012. تبلغ مساحة سانجو 432.01 كم2. بكثافة سكانية تبلغ 239 نسمة/كم2.

## أعلام
- نوبوؤو كاواغوتشي
- نوريوشي ساكاي
- تشيهيرو كانيكو